# Tian tang kou
Tian tang kou (天堂口, "porta del cel"), comercialitzada internacionalment com Blood Brothers, és una pel·lícula xinesa de 2007 dirigida per Alexi Tan i protagonitzada per Daniel Wu, Shu Qi, Sun Honglei, Liu Ye i Tony Yang.

## Trama
La pel·lícula tracta sobre tres amics que es traslladen del camp a Xangai dels anys 30 per treballar amb la inframón criminal. A Xangai, els amics es veuen involucrats en un perillós triangle amorós.

## Repartiment
- Daniel Wu com a Fung
- Liu Ye com a Kang
- Tony Yang com a Xiao Hu
- Shu Qi com a Lulu
- Chang Chen com a Mark
- Li Xiaolu com a Su Zhen
- Sun Honglei com a cap Hong
- Zhao Jun
- Zhang Dianlun
- Jet Li[1][2]

## Influències
Blood Brothers és el primer llargmetratge d'Alexi Tan, tot i que Tan s'ha referit a ella com "una combinació del treball de tots els meus col·laboradors", incloent el dissenyador de vestuari Tim Yip, el director de fotografia Michel Taburiaux i, per descomptat, el productor John Woo.
Tan ha afirmat que es basa en la seva educació com a xinès d'ultramar, de manera que la seva visió de la Xina i la societat xinesa serà alhora xinesa i alhora "diferent". Tan assenyala que la seva pel·lícula és un intent de combinar influències orientals i occidentals, ja que és el seu intent de transportar l'estil dels westerns clàssics, en particular els de Sergio Leone i Sam Peckinpah, a l'escenari de Xangai dels anys 30.

## Historial de producció
La idea de Blood Brothers va començar a guanyar força quan els productors John Woo i Terence Chang van veure Double Blade de Tan, un vídeo musical protagonitzat per l'estrella pop taiwanesa Jay Chou, i es va posar en contacte amb Tan expressant-li interès a produir un llargmetratge amb el jove director. Fins a aquest moment, Tan havia treballat principalment com a fotògraf de moda. Va ser coproduïda per la empresa productora taiwanesa CMC Entertainment, la xinesa continental Sil-Metropole Organisation, Lion Rock Productions de Terence Chang i el director de cinema de Hong Kong John Woo, i és la primera vegada de Woo com a productor d'una pel·lícula d'un altre director.
Tanmateix, un cop Woo i Chang eren a bord, Tan va poder desenvolupar seriosament el seu concepte per a la pel·lícula. Tenint en compte l'educació de Tan a l'estranger i la manca d'habilitat per a parlar i escriure en mandarí (va néixer a Manila i va estudiar a Londres), el guió va ser escrit originalment en snglès. Com a tal, Tan va col·laborar amb l'escriptor xinès nadiu, Jiang Dan per traduir la seva pel·lícula perquè sonès com a xinès natural. Malgrat les preocupacions inicials de Tan que Jiang Dan no entendria les influències de Leone o Peckinpah, més tard va pensar que les seves contribucions a la història van ajudar a concretar els elements romàntics de la pel·lícula i, en particular, van ampliar les perspectives femenines dels personatges de Shu Qi i Lulu Li.
El rodatge de la pel·lícula va tenir lloc íntegrament a la Xina: principalment a Xangai i a la ciutat perifèrica de Zhujiajiao. El conjunt principal del "Paradise Club" (el club titular en el títol xinès), es va construir a l'Estudi de Cinema i Televisió de Xangai sota la direcció del dissenyador de producció Alfred Yau.
La Coreografia de lluita, en particular els molts tiroteigs de la pel·lícula, va ser realitzada pel director d'acció veterà de Hong Kong Philip Kwok, que també va participar en la coreografia d'acció el 1992 per la pel·lícula de John Woo's Hard Boiled.

## Llançament
Blood Brothers va ser seleccionada per tancar la 64a Mostra Internacional de Cinema de Venècia el 8 de setembre de 2007.
La pel·lícula no s'ha de confondre amb The Warlords, una pel·lícula de Hong Kong/xinesa de 2007 protagonitzada per Jet Li, Andy Lau i Takeshi Kaneshiro, que en un moment es van anomenar també Blood Brothers.